# Idiocerus hippophaes
Idiocerus hippophaes är en insektsart som beskrevs av Dubovsky 1966. Idiocerus hippophaes ingår i släktet Idiocerus och familjen dvärgstritar. Inga underarter finns listade i Catalogue of Life.